# In Zeiten des abnehmenden Lichts (Film)
In Zeiten des abnehmenden Lichts ist ein deutscher Spielfilm und die Verfilmung des gleichnamigen Romans von Eugen Ruge. Der Kinostart war am 1. Juni 2017.

## Handlung
Der Film beginnt mit einer Szene in der russischen Kleinstadt Slawa im Ural. Szenen aus dem trostlosen Stadtleben, die Kamera schwenkt über die verfallenen Überreste eines Gefangenenlagers aus den Zeiten des sowjetischen Stalinismus. Eine Luftaufnahme zeigt Landarbeiter auf einem Lkw während des Rückweges von der Kartoffelernte, und es wird der Titel des Films erklärt: „Der Herbst mit seinem abnehmenden Licht.“
Danach wechselt der Schauplatz: Wir sind in Ost-Berlin im Herbst 1989. Kurt Umnitzer besucht seinen Sohn Sascha, der sich von seiner Frau Melitta und seinem Sohn Markus getrennt hat, in dessen illegal besetzter und verwahrloster Altbauwohnung. Sie suchen in einer Odyssee durch das trostlose nächtliche Ost-Berlin eine Gaststätte, landen schließlich in einem billigen Stehimbiss, wo Kurt Sascha das Versprechen abnimmt, zum Geburtstag seines Großvaters zu erscheinen und den Tisch aufzubauen. Sascha verspricht es, obwohl er zu diesem Zeitpunkt vermutlich weiß, dass er an diesem Tag schon im Westen sein wird.
Anschließend schildert der Film im Wesentlichen chronologisch den 90. Geburtstag von Wilhelm Powileit, verdientes Mitglied der Partei und überzeugter Stalinist. Zunächst werden die privaten Vorbereitungen im Hause Powileit und dessen Stiefsohn Kurt Umnitzer gezeigt. Mehrfach telefonieren Kurt und Wilhelm, weil Sascha in der Powileitschen Villa einen großen alten Ausziehtisch („Nazitisch“) aufbauen soll. Dazwischen erhält Kurt Umnitzer einen Anruf aus Gießen von Sascha, der am Tag zuvor die DDR verlassen hat. Kurt fährt daraufhin zu seinem Stiefvater, um die Geburtstagsvorbereitungen zu unterstützen, während Kurts Frau Irina, Saschas Mutter, sich betrinkt. Da Sascha nicht erscheint, stellt Wilhelm Powileit den Tisch selbst auf, indem er mehrere große Nägel durch die Tischplatte schlägt und den Tisch damit für alle erkennbar ruiniert.
Während der Geburtstagsfeier kommen die erwarteten Gratulanten: Vertreter der örtlichen SED-Kreisleitung, die Patenbrigade, eine Pioniergruppe, die ein sowjetisches Partisanenlied singt. Wilhelm Powileit begegnet den Gratulanten überwiegend gelangweilt bis herablassend, Blumen kommentiert er wiederholt mit den Worten „Bringt das Gemüse auf den Friedhof“, eine hohe staatliche Auszeichnung mit „Ich habe schon genug Blech“. Es kommt, zum Teil unter zunehmendem Alkoholgenuss, zu politischen Diskussionen. Wilhelm Powileit beschimpft die seiner Meinung nach zu inkonsequente Parteiführung in der DDR und vor allem in der Sowjetunion („die Tschows“), seinen Sohn Kurt, Enkel Alexander, seine Frau Charlotte, der er unterstellt, dass sie ihn vergiften will.
Er erzählt die Geschichte seiner Flucht vor den Nazis aus Deutschland in die Emigration und schließt dabei mit dem Fazit „Wir waren nicht vorbereitet – und jetzt sind wir wieder nicht vorbereitet“. Es wird deutlich, dass Wilhelm von einer beginnenden Demenz gezeichnet ist und Charlotte unter seinen Eskapaden und seinem Starrsinn leidet.
Zum Unwillen von Wilhelm, aber von Kurt begrüßt, erscheint Saschas Frau Melitta mit ihrem Sohn – Wilhelms Urenkel – Markus. Als Markus sich ein Würstchen vom Geburtstagsbuffet nehmen will, bricht der Tisch zusammen und das Buffet wird vollkommen unbrauchbar.
Später taucht die stark betrunkene Irina auf. Auf ihr Drängen hin verkündet Kurt schließlich, dass Sascha in den Westen geflohen ist. Irina, die unter dem Verlust ihres Sohnes leidet, sagt: „Wer die Kinder verliert, verliert die Zukunft.“
Die Gäste singen mit Irinas Mutter Nadeschda Iwanowna ein russisches Lied, wobei sie aufgrund fehlender Sprachkenntnisse den Text des Liedes vollkommen missdeuten.
Nachdem die Gäste nach und nach das Haus der Powileits verlassen haben, gehen die beiden Alten schlafen. Charlotte bereitet für Wilhelm einen Tee und schüttet Tropfen aus einem Medizinfläschchen hinein, bevor sie die Teetasse in sein Schlafzimmer bringt. Als sie später nach ihm sieht, ist Wilhelm tot, von dem Tee hat er aber anscheinend nicht getrunken.
Der Film endet wieder in Slawa. Zwei Jahre später, diesmal im Winter, stehen Charlotte, Kurt, Sascha, Melitta, Markus, Stine Spier und Nadeschda Iwanowna am Grab von Irina, die offensichtlich an ihrer Alkoholsucht gestorben ist und in ihrer Heimat begraben sein wollte.

## Unterschiede zum Buch
Der Film konzentriert sich auf nur einen Tag, den 90. Geburtstag von Wilhelm Powileit. Die im Buch vorkommenden Szenen der 1950er bis 70er Jahre werden nicht gezeigt, sondern kommen gar nicht oder nur in den Erzählungen und Dialogen der Protagonisten vor, z. B. die Szene im Wintergarten zwischen Charlotte Powileit und Stine Spier bzw. Kurts Erinnerungen an das stalinistische Lager. Die Nachwende-Zeit bis in die 2000er Jahre wird im Film nicht thematisiert, daher auch weder die Krebserkrankung Saschas noch die Demenz Kurts und Markus’ Erwachsenwerden. Saschas Freundin Catrin, mit der er im Buch die DDR verlässt, kommt im Film nicht vor.

## Kritik
Der Film wurde von der Kritik unterschiedlich aufgenommen, so schreibt Die Zeit: „Es gibt nicht so viele Filme, die den Osten mit seiner Steifheit, Verträumtheit, seinen Hoffnungen, seiner Sauffreude und leisem Humor glaubwürdig abgebildet haben. Dieser gehört definitiv dazu.“
Dagegen urteilt die Frankfurter Allgemeine Zeitung: „Das, was an Ruges Roman literarisch genannt werden kann, hat die Filmadaption ihm ausgetrieben. Zurück bleibt ein Kammer- und Jammerspiel, das nichts Irritierendes mehr hat. ‚Haben wir alles verdorben?‘, lautet der letzte Satz des Films. Nicht alles, aber zu viel.“

## Auszeichnungen
Bruno Ganz wurde für seine Darstellung des Wilhelm Powileit für die beste männliche Hauptrolle beim Deutschen Filmpreis 2017 nominiert.